# Ctenophryne
Ctenophryne és un gènere de granotes de la família Microhylidae que es troba a l'Amazònia, Surinam, Guaiana Francesa, Guaiana i al nord-oest de Colòmbia.

## Taxonomia
- Ctenophryne geayi (Mocquard, 1904).
- Ctenophryne minor (Zweifel & Myers, 1989).